# Agusan del Norte
9° 10′ N, 125° 30′ E / 9.167°N,125.500°E

Agusan del Norte (en filipí, Hilagang Agusan) és una província de les Filipines localitzada a la Regió de Caraga a l'illa de Mindanao. La capital és Butuan City i té fronteres amb Agusan del Sur (al sud, amb la que formava l'antiga província d'Agusan) i Misamis Oriental, a l'oest. Al nord hi té la Badia de Butuan, que forma part del Mar de Bohol, al nord-oest.

## Demografia
La població d'Agusan del Norte (excloent Butuan City) era de 314 927 habitants al cens del 2007. És la 24a província més poblada de les Filipines. La seva densitat de població és de 115 habitants per quilòmetre quadrat.

## Economia
L'economia d'Agusan del Norte és sobretot de base agrícola. És la província líder en la producció d'arròs.

## Geografia

### Política
Agusan del Norte és dividit en 11 municipis. El més urbanitzat és la ciutat de Butuan que, encara que geogràficament s'agrupi amb la província, disposa d'un govern independent.
| Municipi              | Nº. de Barangays | Àrea (km²) | Població (2000) | Densitat de població (per km²) |
| --------------------- | ---------------- | ---------- | --------------- | ------------------------------ |
| Buenavista            | 26               | 473.92     | 50,612          | 107                            |
| Cabadbaran            | 31               | 311.02     | 55,006          | 177                            |
| Carmen                | 8                | 211.42     | 17,307          | 82                             |
| Jabonga               | 15               | 293.00     | 20,501          | 70                             |
| Kitcharao             | 11               | 212.40     | 14,604          | 69                             |
| Las Nieves            | 20               | 582.69     | 21,530          | 37                             |
| Magallanes            | 8                | 49.91      | 19,895          | 399                            |
| Nasipit               | 19               | 236.36     | 35,817          | 152                            |
| Remedios T. Romualdez | 8.00             | 81.47      | 13,359          | 164                            |
| Santiago              | 8                | 286.65     | 17,925          | 63                             |
| Tubay                 | 13               | 138.00     | 17,668          | 128                            |

### Física
- 1942: Les forces imperials japoneses van desembarcar a Agusan del Norte.
- 1945: Soldats filipins de la Philippine Commonwealth of the Phillipine van lluitar conjuntament amb les guerrilles d'Agusan contra les forces japoneses durant la Segona Guerra Mundial

- El 16 d'agost del 2000, la seu del govern provincial fou transferit des de Butuan City a Cabadbaran en virtut de la llei Republic Act 8811. Però la província encara ha d'acabar de transferir els serveis provincials a la nova capital.

## Turisme
La província d'Agusan del Norte té moltes platges precioses com les de la ciutat de Carmen, Buenavista, Nasipit i Cabadbaran. També hi ha el majestàtic mont Hilong-Hilong a Cabadbaran City, un dels més alts d'Agusan del Norte.

## Educació

### Nivell elemental
- Carmen Central Elementary School
- Nasipit Central Elementary School - (West Nasipit District)
- North Cabadbaran Central Elem. School
- Cabadbaran South Central Elem. School
- Buenavista Special Education Integrated School(SPED-IS)
- Buenavista Central Elem. School
- Magallanes Central Elem. School
- Agay Central Elem. School
- Jaliobong Elementary School

### Nivell secundari
- Immaculate Heart of Mary Academy-Kitcharao INC.
- Carmen Academy
- Candelaria Institute
- Saint Michael College of Caraga
- St. James High School
- NORMISIST-Cabadbaran
- Nasipit National Vocational School
- Mindanao Institute
- Buenavista Institute
- Magallanes National High School
- Buenavista National High School
- Agay National High School
- Jaliobong National High School

### Nivell superior
- Norther Mindanao School of Fisheries[1]
- Saint Michael College of Caraga
- NORMISIST-Cabadbaran